# Hatley (Wisconsin)
Pour les articles homonymes, voir Hatley.
Hatley est un village du comté de Marathon, dans l'État du Wisconsin, aux États-Unis. En 2020, il comptait une population de 648 habitants.